# Curse, Inc.
Curse, Inc.は2006年設立の、オンラインゲームのポータルサイトおよびゲームサイトのネットワークの運営企業。アラバマ州ハンツビルに本社を置き、サンフランシスコ、ニューヨーク、ロサンゼルス、イギリスのブライトン及びドイツのベルリンにオフィスを構えている。Quantcast による推定では2013年に月間ユニークユーザー数が3000万人を超える見込みで、「コアオンラインゲーマーにとってナンバーワンのリソース」と呼ばれることもある。 World of Warcraft、Rift、Elder Scrolls V：Skyrim、Terraria、Kerbal Space Program、マインクラフトなどのゲーム向けのアドオンおよび Mod である Curse Client のほか、Gamepediaとして呼ばれる1000以上のゲームウィキ、VoIP サービス「Curse Voice」を提供している。
Curseは、日産自動車やエイリアンウェア（デル）、Cooler Masterなどと共に、League of Legends と Call of Duty で競い合い、勝利を収めたプロフェッショナルチーム「Team Curse」の公式スポンサーに名を連ねていた。2015年1月、Team Curseは Team Liquid に吸収合併された。
Curseは当初、Curse-Beta のウェブサイトを通じてModとアドオンだけを提供していたが、Wiki サービス、Curse クライアント、CurseVoice、Union for Gamers、BukkitDev、そして YouTube 向け社内コンテンツ製作など事業を拡大した。
2016年8月16日、Curse は Amazon.com による買収に合意したと発表した。買収は Amazon の子会社の Twitch Interactiveを通じて金額は非開示のもと行われる。

## 歴史

### 2006–2010
Curseは、創設者Hubert ThieblotのWorld of Warcraftへの「ハードコア」な愛から生まれた。 学校を辞めた後、Thieblotは2006年にCurseBetaを立ち上げ、アドオンやMODを提供するなど、ゲームへの情熱をビジネスに変え始めた。立ち上げ後、迅速にサイトのトラフィックと人気が急激に増加した。 2007年にAGFプライベート・エクイティが率いるベンチャーキャピタル投資のシリーズAラウンドで、500万ドルを獲得した。2009年には、Ventech Capital、AGF Private Equity、SoftTech VC（Jeff Clavier）が率いる追加のシリーズBラウンドで600万ドルを獲得したと開示し、その年の総資金調達額（追加の300万ドルの売上高を含む）を1100万ドルに上げた。 Curseの資金調達が増えたことで、社内にいくつかの目立つサイトを展開し、既に確立されたコミュニティやコンテンツ、特にRuneScapeなどのMMOゲームのサイトを取得した。

### 2010–2014
2011年、「Inc. 500」はCurseを米国で急速に成長している企業405位に位置付け、 「San Francisco Business Times」は「サンフランシスコベイエリアで急速に成長している企業TOP100」で22位に位置付けた。2012年12月14日、CurseはWikia対抗の待望のwikiサービス「Gamepedia」をリリースした。このサービスは、Minecraft、DotA 2、World of Warcraftなどのサイトを含む90のWikiによるベータテストから開始され、現在は41万人以上のユーザーからの24万4332の記事が存在する
2012年6月までに、Curseの毎月の世界的なトラフィックは、Quantcastによって2100万人を超えるユニーク訪問者であると報告された。 2013年6月26日、Curseは、記者会見で、本社をアラバマ州ハンツビルに移し、サンフランシスコに営業拠点を残すと発表した。 2014年5月7日、CurseはGamepediaの統合ソーシャルメディアシステムであるCurse Profilesを導入し、幅広い機能を提供している。このサービスでは、ユーザーはウィキを自分のお気に入りリストに追加したり、ウィキポイントやレベルを獲得したり、グローバルな編集リーダーボードや編集回数などの個人統計を表示したり、グローバルな設定を変更したり設定することができる。サービスはまた、MediaWikiの標準ユーザーページから変更し新しいコメントシステムを含む新規のユーザーページシステムを導入した。 Curseは、コンテンツとコミュニティの拡大による長期的な利益を主要な関心事であると表明している。

### Amazonによる買収
2016年8月16日、Amazon.comは子会社のTwitch Interactiveを通じてCurse,Incを非開示金額で買収すると発表した。2017年4月CurseのデスクトップアプリはTwitchに改名された

## Curseのサイトとサービス

### Curse ClientとCurseForge
Curse ClientはWorld of Warcraft、Runes of Magic、Rift、World of Tanks、Skyrim、Minecraftを現在サポートしているCurseのアドオン/MOD管理サービスである。 クライアント機能は、従来のアドオン管理ツールに代わる軽量版として機能し、複数のパーソナルコンピュータ、アドオン設定のバックアップ、およびプライベートに開発されたセキュリティシステムの同期機能を備えている。 クライアントは、CurseForgeというWebサイトでサポートされており、プラグイン、アドオン、およびMODのアップロードとレビューが可能になる。Curseクライアントは2018年1月現在Twitch Desktop Appに名称が変更されている
。

### Curse Voice
Curse Voiceは、Curseによって自社で制作されたVoice over IP（VOIP）クライアントである。リーグ・オブ・レジェンドなどのゲーム向けの他のVOIPソリューションの置き換えを意図しており、クライアントは、ゲーム内の音声オーバーレイ、チームのメンバーに自動的に接続するオートマッチメイキングサービス、セッションに参加するためのURLリンクの使用など一連の頑丈な機能を誇った。クライアントは当初さまざまなスポーン時に含まれていたタイマーが不正行為に該当する可能性があると感じたRiot Gamesによって拒否されたが、Curseは違反したコンテンツを削除して、League of Legendsのサービス条件に合致させた。ドイツ語版はまだベータ段階にある。 2015年に、Curse Voiceは、サービスが提供しなければならなかったすべての利点をユーザー、開発者、および出版者に示すPRキャンペーンを開始した。PolygonとのインタビューでCurseのCTOはサービスの安全機能がどのようにユーザーがスワッティング被害を受けるのを防止できるのかを誇り、それがどのように可能になったのかを説明した。IGN、Gamecrate、Yahoo Newsなどで、この記事をいくつかとりあげている。5月6日、GameSpotとGame InformerのCurseのVoIPサービスの驚異的な成長についての記事でCurseが2015年のE3でサービスを披露する準備をしていると報じた。2015年6月、Curse VoiceはPCだけでなくMacやモバイルデバイスにも対応することで、移動中でも自宅でも、ユーザーがサービスを利用できるようにした。ゲーマーは、Curse Voiceが提供しなければならないすばらしい機能や、KotakuやPC Gamerのような出版社がリーグ・オブ・レジェンドのようなオンラインゲームをしながらこのサービスを使用することを推奨したことに注目し始めた。 結果的に、7月7日、SECの報告によると、リーグ・オブ・レジェンドの開発企業のRiot GamesはCurseに3000万ドルを投資したことが明らかになったが、詳細情報は当時は公開されなかった。Curseがゲーム内のチャットを向上させることを望んでいると述べていたため、多くのゲーマーはこの投資が最近の投資の一環なのではないかと推測した。SmiteとRobocraftの最近のインタビューによると、同社のホワイトペーパーのリリースとともに、Curse Voiceがゲームのコミュニティを改善することが証明されているとした。 Curse Voice Clientでの大きな利益により、Curseは公式に9月10日にVoIPサービスの本部をカリフォルニア州アーバインに設置すると発表した。アラバマ州ハンツビルに本拠を置くCurseの最近の成功は、ブルームバーグが「米国経済にとって有力な都市ではない」と名づけたことは驚きではない。2017年3月16日、Curse VoiceはTwitchデスクトップアプリとして再リリースされた。主にCurse Voiceのレキキンである新しいデスクトップアプリは、ウィスパー(ささやき)機能、アクティビティの共有、そしてギブアウェイ(プレゼント)を含むTwitchストリーミングサービスとの緊密な統合を誇っていた。

### BukkitDev
CurseForgeネットワークの大規模サイトの1つであるBukkitDevは、ここ数年以内にMinecraftプラグインのデファクトスタンダードとなったBukkit開発プラットフォーム用のMinecraftプラグインのコレクションである。 2014年5月時点で、BukkitDevは1万3570個のプラグインと8337人のユニークユーザーをホストしている。Bukkitシステムは、2012年2月28日にMinecraftのメーカーMojangがMinecraftのサーバーとクライアントModとプラグインのサポートを向上させるために開発者を雇ったことで有効性が実証され広く普及した。

### Kerbal CurseForge
2014年5月6日、CurseForgeは人気ゲーム「カーバルスペースプログラム」向けのModとアドオンの公式倉庫「Kerbal CurseForge」が導入された。2014年5月6日、カーバルスペースの開発企業SquadはCurseとのパートナーシップを発表した; SquadのCOO、エイドリアン・ゴーヤはサービスについて「Mod制作者がカーバルスペースプログラムをより開かれ、当社のゲームをプレイするプレイヤーがより楽しいと思えるようにしてくれる。Curseのチームは情熱的かつ今回のカーバルスペースプログラム向けのサービスのようにオンラインゲームコミュニティの配慮・成長に熟練しており当社にとっての重要なパートナーだ」と述べた。
加えて、Curseのオーサープラットフォームのエヴァンジェリストのブライアン・マクラーモレは「我々は素晴らしいプラットフォームとカーバルスペースプログラム向けの素晴らしいMod制作者を支援するチームを得た。我々はまた、既存のコミュニティに新たに加わった素晴らしいカーベルスペースプログラムを見るために毎月ゲーマーがCurseを訪れることを期待している」と述べた。Kerbal CurseForgeは中央倉庫から既に9万4300ダウンロードがあったと誇った。

### Curseネットワーク
CurseはMarriland、Hearthpwn、MMO-Champion、Arena Junkies、Rein of Gaming、LoL Pro、Minecraft Forums、Guild Wars 2 Guru、FPS Generalを含む複数の高トラフィックゲームサイトを所有し、運営している。 Curseはまた、FPSゲームのデータの統計分析に重点を置いた、人物のシューティング統計や科学のWebサイトSymthicを取得した。その内容には、重量、精度、武器のドリフトなどの詳細が含まれます。 Curseは2014年にGOG.comと提携して、Curseのプレミアムメンバー向けにGOGのタイトルから無料ゲームを提供した。

### Gamepedia
2012年12月14日、Curseはゲーム専門のwikiでゲーマーによって記事がかかれるGamepediaを立ち上げた。このサイトは以来、1000以上のwikiが作成されるなど人気を集めており、2016年7月時には、84万2621人の寄稿者が296万1847に及ぶ記事を作成しており2016万852人が閲覧に訪れた。Gamepediaは、ゲーム開発者が承認しサポートしているいくつかの公式ウィキを運営している。 公式Witcher Wiki、Minecraft Wiki、公式Terraria Wiki、公式ARK：Survival Evolved Wiki、DoTA2 Wiki、およびLeaguepediaのような有名なウィキは、何千ものアカウントにわたって数十万の編集がなされている。しかしながら、2018年12月、Gamepediaの権利をFandomに譲渡した。

### Union for Gamers
2012年3月より、CurseはYouTubeコンテンツ制作者とAthenaと提携し、YouTubeパートナーシッププログラムを開催し、幅広い機能とツールを提供している。
Curseは、Union for Gamersには「ユーザー本位のアプローチ」があり、90％の収益分配（コンテンツ制作者がビデオ収益の90％を受け取る場合）、非上限契約（コンテンツ制作者が貰える利益の上限はない。ビデオが獲得する金額に関係なく、ユーザーは特定の金額までしか稼得できない上限ありの契約とは異なる）、ロックインなし（コンテンツ制作者はいつでも契約を解約することができる）などが提供されている。アップロードスケジュール設定やCurseの承認の要件は必要ない。

Union for Gamersには、ダッシュボード形式で整理されたコンテンツ制作者向けのツールもいくつか用意されている。 ダッシュボードには、収入、ビデオデータ、参照、前月との比較、および収益とトラフィックの比較のグラフ機能を追跡する要約ボックスが含まれている。ダッシュボードに結びついている紹介システムは、追加の収入を参照者によって受動的に生成することを可能にする。 さらに、Curseは、コンテンツ制作者に知識データベースとサポートシステム、Curseロゴやビデオクリップへの独占的なアクセスを提供している。

### YouTube
Curseは公式のYouTubeチャンネル向けに社内でビデオを制作している。 ラインアップには、Curse Weekly Roundup、Minecraft Update、WoW Weekly Recap、League Update、PokémonUpdateが含まれる。 Curseは、Penny Arcade Expo、Gamescom、MineCon、BlizzCon、Eve Online Fanfestなどのゲーム業界イベントの生中継も行っている。
Curseは2013年1月31日に事業が中止されるまで歴史的に自社の３Dチャンネルでライブストリームコンテンツを放送していた

## Team Curse

### リーグ・オブ・レジェンド
リーグ・オブ・レジェンドのチャンピオンシップシリーズの新スポンサー販売規則により、Team Curseは名称の変更が必要になった。Team LiquidはTeam Curseのリーグオブレジェンドメンバー及びCurseが支援している他のすべてのeSportsのプレイヤーも獲得した。

#### 最終名簿
| 国籍           | ID            | 名前             |
| -------------- | ------------- | ---------------- |
| ベネズエラ     | Quas          | Diego Ruiz       |
| アメリカ合衆国 | IWillDominate | Christian Rivera |
| 韓国           | FeniX         | Kim Jae-hoon     |
| 韓国           | Piglet        | Chae Gwang-jin   |
| アメリカ合衆国 | Xpecial       | Alex Chu         |